# げんたろう
株式会社げんたろうは北海道で「暮しの衣料 げんたろう」、「ファッションマーケット クラップクラップ」を展開していた企業である。

## 概要
栗山町で1号店を開業。2014年2月21日、不況や大手スーパーとの競合で行き詰まり、事業を停止した。負債額は約3億円。

## 沿革
- 1998年（平成10年）5月 - 夕張郡栗山町に「栗山本店」オープン
- 1999年（平成11年）
  - 1月 - げんたろう設立
  - 10月 - 「砂川店」オープン（2004年〈平成16年〉12月閉店）
  - 11月 - 「滝川店」オープン
- 2001年（平成13年）
  - 3月 - 「旭川旭町店」オープン（2010年〈平成22年〉6月・旭川近文店へ移転）
  - 10月 - 「旭川東光店」オープン
- 2002年（平成14年）
  - 9月 - 「岩見沢店」オープン
  - 10月 - 「苫小牧しらかば店」オープン（2008年〈平成20年〉3月・日吉店へ移転）
- 2003年（平成15年）
  - 7月 - 「静内店」オープン
  - 10月 - 「倶知安店」オープン
- 2004年（平成16年）
  - 3月 - 「旭川神居店」オープン（2006年〈平成18年〉12月閉店）
  - 12月 - 「苫小牧大成店」オープン（2008年〈平成20年〉3月日吉店へ移転）
- 2006年（平成18年）
  - 3月 - 「旭川東光店」移転オープン
  - 6月 - 「函館桔梗店」オープン「旭川パルプ店」オープン
  - 12月 - 「千歳店」オープン（2008年〈平成20年〉11月閉店）
- 2007年（平成19年）11月 - 「滝川店」移転（滝川市東町から南滝の川アクロスプラザたきかわ内へ）
- 2008年（平成20年）3月 - 「苫小牧日吉店」オープン「苫小牧しらかば店・大成店」日吉店へ併合
- 2010年（平成22年）
  - 4月 - 「クラップ・クラップ 札幌北野店」オープン「札幌営業本部」開設
  - 6月 - 旭川旭町店移転し「クラップ・クラップ 近文店」開店

## 店舗
CCはクラップクラップ

### 空知地区
- 栗山店 北海道夕張郡栗山町朝日4丁目31-1
- 滝川店 北海道滝川市南滝の川115-4
- 岩見沢店 北海道岩見沢市2条東12丁目1-1

### 旭川地区
- 旭川北門店 北海道旭川市北門町14丁目2144-129
- パルプ店 北海道旭川市パルプ町1条2丁目505-2

### 胆振地区
- 苫小牧日吉店 北海道苫小牧市日吉町1丁目7-25
- 倶知安店 北海道虻田郡倶知安町南11条西1丁目42

### 日高地区
- 静内店 北海道日高郡新ひだか町木場町1-1-86

### 函館地区
- 桔梗店 北海道函館市桔梗3丁目30-18

### 札幌地区
- CC北野店 北海道札幌市清田区北野6条2丁目14-10

### 北見地区
- 北見桜町店 北海道北見市桜町6丁目2-4 スーパーアークス桜町店店内